# Bale (Mutiara)
Bale is een bestuurslaag in het regentschap Pidie van de provincie Atjeh, Indonesië. Bale telt 853 inwoners (volkstelling 2010).